# Antiguo cementerio judío de Hebrón
El Antiguo cementerio judío de Hebrón Está situado al oeste del centro de la ciudad de Hebrón, Cisjordania en Admot Yishai, un barrio judío en el sector H1 de la ciudad. El sitio ha sido utilizado como un cementerio judío durante cientos de años, como lo atestigua Ishtori Haparchi, quien describió un cementerio judío en este sector en torno a 1322. Fue utilizado por la comunidad judía de Hebrón hasta 1936, cuando los judíos restantes fueron evacuados por los británicos por su seguridad durante la revuelta árabe.
Durante el período de control de Jordania (1948-1967), el cementerio fue destruido intencionalmente y el sitio fue cultivado por los árabes nativos. Alrededor de 4.000 tumbas fueron retirados y se utilizaron para la construcción.